# Crillon
Crillon ist eine französische Gemeinde mit 488 Einwohnern (Stand 1. Januar 2022) im Département Oise in der Region Hauts-de-France. Die Gemeinde liegt im Arrondissement Beauvais und ist Teil der Communauté de communes de la Picardie Verte und des Kantons Grandvilliers.

## Geographie
Die Gemeinde liegt rund sechs Kilometer südöstlich von Songeons, größtenteils am linken (nördlichen) Ufer des Thérain, die Ortsteile La Petite France und Les Horillons sowie das Gehöft Le Pâtis Enclos am Südufer.

## Einwohner
| 1962 | 1968 | 1975 | 1982 | 1990 | 1999 | 2006 | 2011 |
| ---- | ---- | ---- | ---- | ---- | ---- | ---- | ---- |
| 393  | 425  | 424  | 420  | 440  | 433  | 439  | 442  |

## Verwaltung
Bürgermeister (maire) ist seit 2014 Patrick Prévost.

## Sehenswürdigkeiten
- Kirche Saint-Lucien[1]
- Ehemaliges Schloss

## Persönlichkeiten
- Louis-François de Boufflers (1644–1711), Marschall von Frankreich, ist hier geboren.

## Einzelnachweise

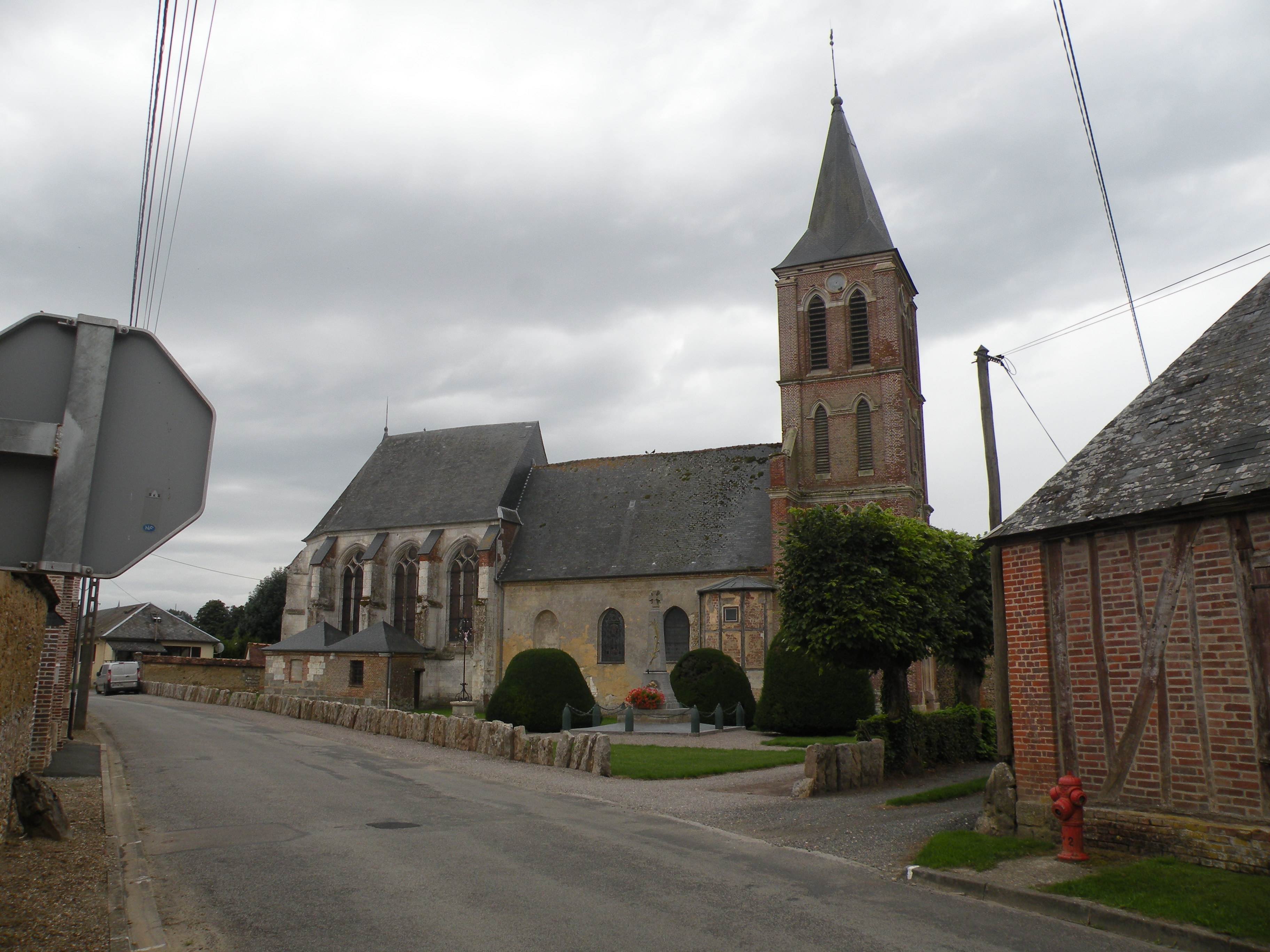
Kirche Saint-Lucien